# Dorcasta quadrispinosa
Dorcasta quadrispinosa là một loài bọ cánh cứng trong họ Cerambycidae.